# Модель акторів
Модель акторів — математична модель паралельних обчислень, побудована на основі поняття «актора» (англ. actor — актор, діючий суб'єкт), яке вважається універсальним примітивом паралельного виконання. Актор в даній моделі взаємодіє з іншими акторами шляхом надсилання та отримання повідомлень. Отримавши повідомлення актор може опрацювати його, створити нових акторів, надіслати власні повідомлення, змінити власний стан, в тому числі стратегію опрацювання наступних отриманих повідомлень чи завершити свою роботу.
Ця модель виступає як теоретична основа для ряду практичних реалізацій систем паралельних обчислень.

## Модель акторів та мови програмування
Мова програмування SmallTalk побудована виключно на взаємодії об'єктів за допомогою відсилання повідомлень один одному. При цьому код кожного об'єкту виконується паралельно в ізольованому від сусідів середовищі.

Ранні мови програмування з підтримкою акторів — Act 1, 2 та 3,
Acttalk,
Ani,
Cantor,
Rosette

Пізніше створені мови, орієнтовані на модель акторів: Actor-Based Concurrent Language (ABCL), ActorScript, AmbientTalk, Axum.

Мови загального призначення з моделлю акторів — E, Elixir, Erlang, Io, SALSA, Scala.